# Rodney Atkins
Rodney Atkins, född 28 mars 1969 i Knoxville i Tennessee i USA, är en amerikansk countryartist.

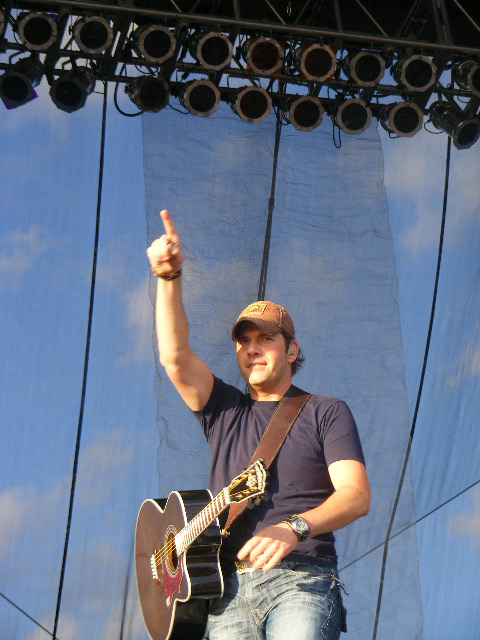
Rodney Atkins (2009)

## Diskografi

### Studioalbum
- Honesty (2003)
- If You're Going Through Hell (2006)
- It's America (2009)
- Take a Back Road (2011)

### Samlingsalbum
- Greatest Hits (2015)

### Countrysingelettor i USA
- "If You're Going Through Hell (Before the Devil Even Knows)" (2006)
- "Watching You" (2007)
- "These Are My People" (2007)
- "Cleaning This Gun (Come On In Boy)" (2008)
- "It's America" (2009)
- "Take a Back Road" (2011)